# جوردن ترنبول
جوردن ترنبول (انگلیسی: Jordan Turnbull؛ زادهٔ ۳۰ اکتبر ۱۹۹۴) بازیکن فوتبال اهل بریتانیا است.
از باشگاه‌هایی که در آن بازی کرده است می‌توان به باشگاه فوتبال سوئیندون تاون و باشگاه فوتبال ساوت‌همپتون اشاره کرد.
وی همچنین در تیم‌های ملی فوتبال زیر ۱۹ سال انگلستان و زیر ۲۰ سال انگلستان بازی کرده است.